# Delia aurosialata
Delia aurosialata este o specie de muște din genul Delia, familia Anthomyiidae, descrisă de Fan în anul 1993.
Este endemică în Yunnan. Conform Catalogue of Life specia Delia aurosialata nu are subspecii cunoscute.